# Клаудија Кардинале
Клаудија Кардинале (итал. Claudia Cardinale; Тунис, 15. април 1938) је италијанска глумица. Рођена је у Тунису. Њене најпознатије улоге су у филмовима 8½ (1963) i Било једном на Дивљем западу (1968).
Као и многе друге италијанске филмске звезде, Клаудија Кардинале је ушла у свет бизниса преко избора за лепотице (енгл. beauty pageant) са 17 година. Њене мање улоге у филмовима су запазили италијански режисери и будући да је имала предиспозиције у виду своје лепоте, тамних очију, сексепила и талента већ 1963. године је постала међународна звезда због улоге у Фелинијевом филму 8½, заједно са Марчелом Мастројанијем. Америчка публика је највише памти по Леонеовом филму Било једном на Дивљем западу из 1968.